# Orchestra Prémaman
Pour les articles homonymes, voir Orchestra (homonymie).
Orchestra Prémaman est une entreprise française et une chaîne de magasins de vêtements pour enfants et de produits pour la maternité, basé à Saint-Aunès près de Montpellier, dans l'Hérault. 
Orchestra Prémaman est principalement basée en France et en Belgique, et dans une moindre mesure en Grèce, en Espagne et en Suisse.
Son principal actionnaire est la société Yeled Invest, le holding de la famille Mestre.

## Histoire
Orchestra est fondée à Nîmes en 1995. En 2002, Orchestra acquiert Baby Care, entreprise suisse présente dans le domaine de la maternité.
En 2012, Orchestra acquiert Prémaman, une entreprise belge spécialisée dans la puériculture, créant une entreprise avec 740 magasins au lieu de 460. À la suite de cette acquisition, Prémaman devient la marque de référence concernant la puériculture et Orchestra pour les vêtements pour enfants.
En 2013, Orchestra acquiert Baby 2000.
En 2014, Orchestra Prémaman acquiert Home Market, une entreprise belge détenue par Saint-Maclou,. 
En décembre 2016, Orchestra Prémaman acquiert par un échange d'action Destination Maternity, entreprise américaine spécialisée dans les vêtements liée à la maternité et à la petite enfance, qui possède plus de 1 200 magasins. À la suite de cette opération, les actionnaires d'Orchestra Prémaman détiendront 72 % du nouvel ensemble et ceux de Destination Maternity 28 %,. Cette opération fait suite à une opération similaire, infructueuse lancée en février 2016, après avoir pris une participation minoritaire. Le nouveau groupe prendra le nom d'Orchestra, gardera son siège social actuel, pour un chiffre d'affaires estimé à 1,1 milliard d'euros. En juillet 2017, l'acquisition de Destination Maternity est annoncée comme annulée par Orchestra Prémaman.
En octobre 2017, Orchestra annonce implanter un campus à Montpellier. La structure de 38 000 m² accueillera le nouveau siège social du groupe ainsi qu'une école de design, une salle de sport, un hôtel et le plus grand magasin de l'enseigne.
En juillet 2018, l'annonce d'un accord sur la restructuration de sa dette financière de 190 millions d'euros éloigne la cessation de paiement. L'action a cédé du terrain avant de chuter à la suite de l'annonce de son mariage avorté avec Destination Maternity,.
En janvier 2019 Orchestra, pénalisé par le mouvement des "gilets jaunes" abaisse ses prévisions et demande à l'Etat un étalement de ses échéances,.
En juillet 2019, Orchestra annonce la vente de l'entrepôt de Saint-Aunès (Hérault) à P3 Logistic Parks, une société d'investissement parisienne. Le produit de la vente est destiné à une augmentaion de capital de 21 millions d'euros.
Fin septembre 2019, le tribunal de commerce de Montpellier autorise un placement d'Orchestra Prémaman en procédure de sauvegarde pour une période de six mois reconductible dix-huit mois,. Des administrateurs judiciaires ont été nommés et Pierre Mestre, le président du conseil d'administration, occupera la fonction de directeur général.
Le 17 février 2020, Orchestra Prémaman annonce avoir demandé à Euronext la suspension de la cotation de ses actions sur Euronext Paris, dans l'attente d'un communiqué qui sera publié prochainement.
La direction annonce en février 2020 que 159 postes seront supprimés en France ainsi que 300 à l'étranger.
Le 1er avril 2020, Orchestra-Prémaman annonce solliciter la conversion à court terme de sa procédure de sauvegarde en une procédure de redressement judiciaire, afin de protéger son activité,.
Fin avril 2020, le groupe annonce un chiffre d'affaires en baisse de 1,3 % à 563,5 millions d'euros pour l'exercice décalé 2019-2020. 
Le 29 avril 2020, est annoncé placement en redressement judiciaire. Deux offres concurrentes pour la reprise du groupe se font face : une portée par le fondateur Pierre Mestre, une par le groupe saoudien Al-Othaim.  
Le 19 juin 2020, le tribunal de commerce de Montpellier valide l'offre de Pierre Mestre. Les représentants des salariés d'Orchestra préféraient l'offre concurrente du groupe Al-Othaim (en).
En 2021, l'émission TV Complément d'enquête diffuse un reportage intitulé Les escrocs du Covid,.

## Actionnaires
Liste au 19 avril 2019.
| Yeled Invest                       | 62,3%  |
| CM-CIC Investissement              | 16,3%  |
| Abdullah Saleh Ali Al-Othaim (en)  | 4,08%  |
| Invesco Asset Management           | 1,41%  |
| Norges Bank Investment Management  | 0,57%  |
| Orchestra Premaman (auto-contrôle) | 0,33%  |
| Keren Finance                      | 0,29%  |
| Finexis                            | 0,24%  |
| Sycomore Asset Management          | 0,037% |